# Juan Carlos Passo
Juan Carlos Passo (n. General Pico, 20 de diciembre de 1961) es un político radical argentino que ejerció diputado de la Nación Argentina en representación de la provincia de La Pampa entre 1995 y 2001, y posteriormente como senador nacional por la misma provincia entre 2001 y 2003.
Dirigente de la Unión Cívica Radical, Passo asumió como diputado por La Pampa después de que Antonio Berhongaray renunciara para asumir como senador en diciembre de 1995, siendo reelegido en 1997. Tras la conformación de la Alianza para el Trabajo, la Justicia y la Educación, Passo fue candidato del radicalismo a gobernador de La Pampa en las elecciones de 1999, resultando derrotado por el gobernador justicialista Rubén Marín. En 2001 fue elegido senador nacional por la minoría de La Pampa para un mandato acortado de solo dos años. Al término del mismo fue reemplazado por Juan Carlos Marino.
Tras la fundación del partido Generación para un Encuentro Nacional o GEN, como una escisión de la UCR, Passo adhirió a dicho partido, llegando a presidirlo en el distrito de La Pampa. En las elecciones de 2015 se postuló por el GEN para la gobernación nuevamente, ubicándose en un magro quinto puesto con el 1,22% de los votos. Después de su segunda candidatura, adhirió a la alianza Cambiemos, conformada por la UCR y el partido Propuesta Republicana, del presidente Mauricio Macri. A mediados de 2018 abandonó el GEN, conformó un nuevo partido y apoyó la precandidatura de Carlos Mac Allister a gobernador dentro de la alianza, concurriendo finalmente como su compañero de fórmula y precandidato a vicegobernador. El binomio Mac Allister-Passo, sin embargo, resultó contundentemente derrotado por la fórmula Daniel Kroneberger-Luis Evangelista, del radicalismo oficial, con un 65,66% de los votos contra 34,34%.